# Stabsunteroffizier

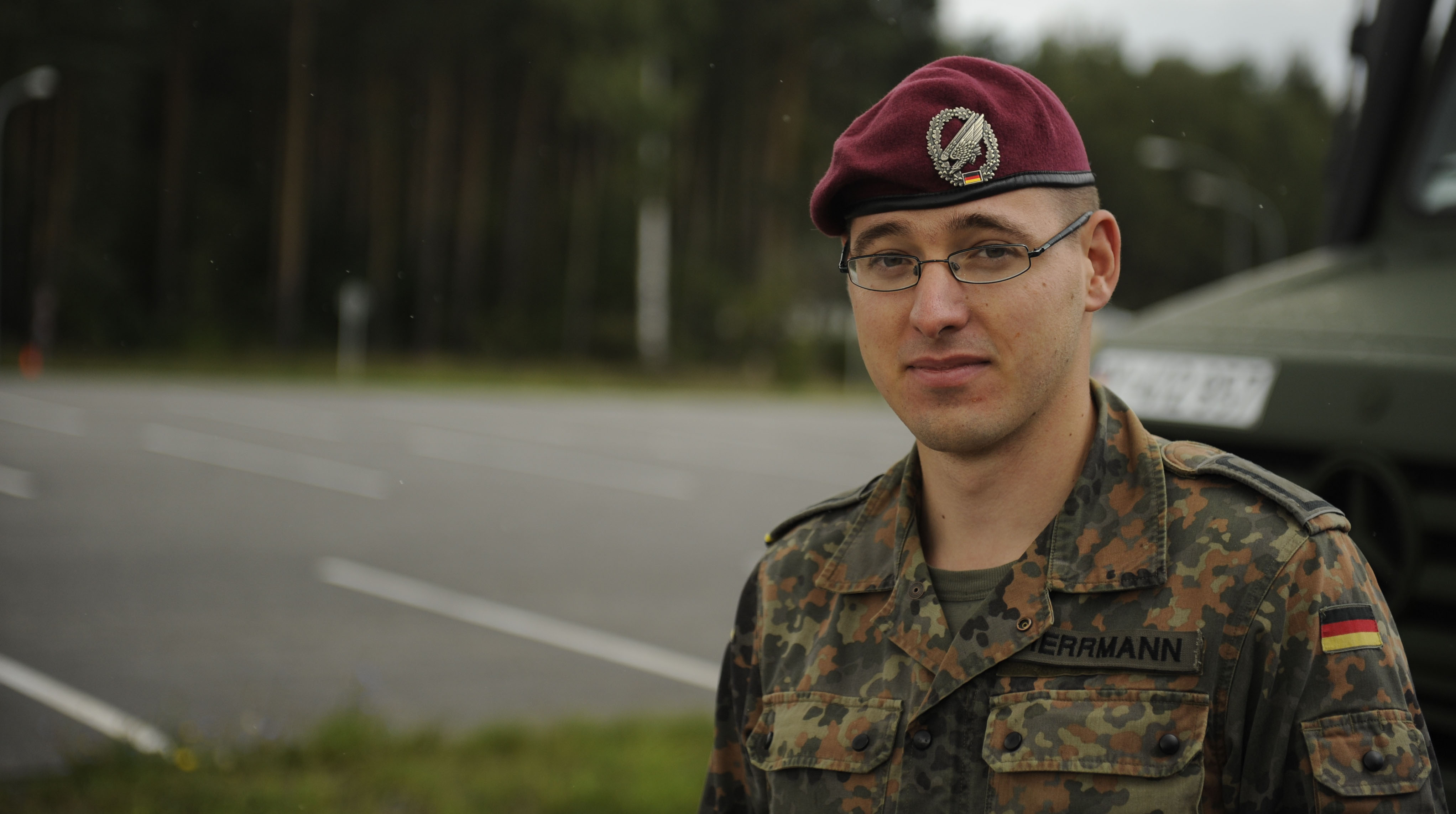
Deutscher Soldat im Dienstgrad Stabsunteroffizier

Der Stabsunteroffizier ist ein Dienstgrad der Bundeswehr. Im österreichischen Bundesheer ist der Begriff eine Sammelbezeichnung für höhere Unteroffiziersdienstgrade.

## Bundeswehr
Der Dienstgrad Stabsunteroffizier wird durch den Bundespräsidenten mit der Anordnung des Bundespräsidenten über die Dienstgradbezeichnungen und die Uniform der Soldaten auf Grundlage des Soldatengesetzes festgesetzt.

### Befehlsbefugnis und Dienststellungen
In der Bundeswehr ist der Stabsunteroffizier ein Unteroffiziersdienstgrad, der gemäß der Zentralen Dienstvorschrift (ZDv) A-1420/24 „Dienstgrade und Dienstgradgruppen“ zur Dienstgradgruppe der Unteroffiziere ohne Portepee zählt. Aufgrund der Zugehörigkeit zur Dienstgradgruppe der Unteroffiziere ohne Portepee können Stabsunteroffiziere auf Grundlage des § 4 („Vorgesetztenverhältnis auf Grund des Dienstgrades“) der Vorgesetztenverordnung innerhalb der dort gesetzten Grenzen Soldaten der Dienstgradgruppe Mannschaften Befehle erteilen.
Stabsunteroffiziere werden beispielsweise als Gruppen- und Truppführer, als Ausbilder oder auf niederen Stabsposten eingesetzt. Aufgrund der Dienststellung können Stabsunteroffiziere in den in der Vorgesetztenverordnung aufgezählten Fällen allen dienstlich oder fachlich unterstellten Soldaten Befehle erteilen.

### Ernennung und Besoldung
Maßgebliche gesetzliche Grundlagen für die Ernennung zum Stabsunteroffizier trifft die Soldatenlaufbahnverordnung (SLV) und ergänzend die Zentrale Dienstvorschrift (ZDv) 20/7. Zum Dienstgrad Stabsunteroffizier können Zeitsoldaten und beorderte Reservisten ernannt werden. Voraussetzung zur Ernennung in den Dienstgrad Stabsunteroffizier ist die Zugehörigkeit zu einer der Laufbahnen der Laufbahngruppe der Unteroffiziere. Mit dem Realschulabschluss, einer verwertbaren Berufsausbildung und zweijähriger Berufserfahrung können Soldaten direkt mit dem Dienstgrad Stabsunteroffizier eingestellt werden. Die meisten Stabsunteroffiziere durchlaufen jedoch zuvor den Dienstgrad Unteroffizier. Der Dienstgrad kann in diesem Fall frühestens ein Jahr nach Ernennung zum Unteroffizier erreicht werden.
Stabsunteroffiziere werden nach der Bundesbesoldungsordnung (BBesO) mit A 6 oder A 7 besoldet. Die Besoldungsgruppe A 6 teilen sie sich mit den Korporalen und den Stabskorporalen (letztere erhalten eine Amtszulage).

### Dienstgradabzeichen
Das Dienstgradabzeichen für Stabsunteroffiziere zeigt eine geschlossene Tresse als Schulterabzeichen.
Ursprünglich führten die Dienstgrade Unteroffizier und Stabsunteroffizier als Rangabzeichen ein bzw. zwei mit der Spitze nach oben weisende, altgoldfarbene Winkel auf den Oberärmeln. Zusätzlich erhielten Mitte 1959 bei Heer und Luftwaffe alle Unteroffiziersdienstgrade einschließlich der Feldwebel sowie alle Bootsmann-Dienstgrade auf den Schulterklappen eine umlaufende, auf Höhe der Schulternaht nicht geschlossene Borte. Die Farbe der Borte war in der Anordnung nicht definiert, dürfte sich aber an jener des Dienstgradwinkels orientiert haben. Die unten offene Schulterklappen-Borte identifizierte also noch nicht (wie heute) speziell den Dienstgrad Unteroffizier, sondern fungierte als allgemeines Rangabzeichen des Unteroffiziersstandes. Erst Ende 1962 erhielten bei Heer und Luftwaffe alle oberhalb des Dienstgrades Unteroffizier stehenden Unteroffiziere eine auch auf Schulternahthöhe geschlossene Borte. Damit waren bei Heer und Luftwaffe die Dienstgrade Unteroffizier und Stabsunteroffizier erstmals allein anhand der Schulterklappenborten erkennbar; folgerichtig entfielen bei ihnen die bisher getragenen Oberarmwinkel.
Bei der Bundesmarine entfielen 1978 für Maate und Obermaate die zusätzlichen Ärmelabzeichen, falls die 1974 eingeführten Schulterabzeichen getragen wurden.

### Geschichte
Bei der Bundeswehr trat der Stabsunteroffizier 1955 an die Stelle der alten Dienstgradbezeichnungen Unterfeldwebel bzw. Unterwachtmeister, die von 1921 bis 1945 bei Reichswehr und Wehrmacht (und bis 1990 von der NVA der DDR) verwendet wurden. Vorläufer des Unterfeldwebels war der Sergeant im Heer des Deutschen Reiches (1871–1945).
Die Dienstgradbezeichnungen Oberjäger und Stabsoberjäger für die Dienstgrade Unteroffizier und Stabsunteroffizier wurden in der Jäger- und Fallschirmjägertruppe teils bis Anfang der 1960er Jahre nach Vorbild der Dienstgrade der Wehrmacht verwendet. Allerdings gab es für diese informelle und weit verbreitete Praxis keine Rechtsgrundlage in Form einer entsprechenden Anordnung des Bundespräsidenten.
Bis 1969 bezogen Stabsunteroffiziere BesGr. A 5 mit einer Amtszulage. Sie stiegen mit dem Vorrücken der Feldwebel von A 6 nach A 7 um eine Besoldungsgruppe auf.

### Äquivalente, nach- und übergeordnete Dienstgrade
Den Dienstgrad Stabsunteroffizier führen nur Heeres- und Luftwaffenuniformträger. Marineuniformträger derselben Rangstufe führen den Dienstgrad Obermaat. In den Streitkräften der NATO ist der Stabsunteroffizier zu allen Dienstgraden mit dem NATO-Rangcode OR-5 äquivalent.
In den Feldwebellaufbahnen ist der Stabsunteroffizier gemäß Nr. 127 f. ZDv 20/7 zwischen dem rangniedrigeren Unteroffizier bzw. Maat und dem ranghöheren Feldwebel bzw. Bootsmann eingeordnet. Rangniedrigere Offizieranwärter führen die Dienstgrade Fahnenjunker bzw. Seekadett. Ranghöhere Offizieranwärter führen die Dienstgrade Fähnrich bzw. Fähnrich zur See. (Erste Dienstgradbezeichnung jeweils für Heeres- und Luftwaffenuniformträger; zweite Dienstgradbezeichnung jeweils für Marineuniformträger.)
| Unteroffizierdienstgrad |                             |                                               |
| Niedrigerer Dienstgrad |                             | Höherer Dienstgrad                            |
| Unteroffizier Maat Fahnenjunker Seekadett                                                                                       | Stabsunteroffizier Obermaat | Feldwebel Bootsmann Fähnrich Fähnrich zur See |
| Dienstgradgruppe: Mannschaften – Unteroffiziere o.P. – Unteroffiziere m.P. – Leutnante – Hauptleute – Stabsoffiziere – Generale |                             |                                               |

## Bundesheer
Im österreichischen Bundesheer werden die höheren Unteroffiziere als Stabsunteroffizier bezeichnet. Die Verwendungsgruppe M ZUO 1 (Unteroffiziere auf Zeit 1) umfasst den Stabswachtmeister, den Oberstabswachtmeister und den Offiziersstellvertreter, die Verwendungsgruppe M BUO 1 (Berufsunteroffiziere 1) umfasst zusätzlich den höchsten Unteroffiziersdienstgrad Vizeleutnant.
Die Stabsunteroffiziersausbildung wurde 1995 reformiert und im Jahr 2000 allgemein bei den Streitkräften eingeführt. In den Genuss dieser Ausbildung sollen zunächst vorwiegend Berufsunteroffiziere kommen – vor allem jene, die bereits in der Verwendungsgruppe M BUO 1 einen Arbeitsplatz besitzen. Zugelassen werden jährlich 150 Teilnehmer. Voraussetzung sind mindestens vier Jahre im Unteroffiziersdienstgrad (ab Wachtmeister aufwärts) und sehr gute Englischkenntnisse.
Nach positiver Zulassungsprüfung besuchen die Bewerber den Stabsunteroffizierlehrgang (Neu) an der Heeresunteroffiziersakademie (HUAk) in Enns. Die einjährige Ausbildung ist in zwei Abschnitte gegliedert: einem sechsmonatigen Kurs an der HUAk und weiteren sechs Monaten an der jeweiligen Waffengattungs- oder Fachschule. Die erfolgreichen Absolventen des Stabsunteroffizierslehrgangs sind als Führer eines Zuges und im Stabsdienst einsetzbar.
Siehe auch: Dienstgrade des österreichischen Bundesheeres